# Rue Marsollier
La rue Marsollier est une voie du 2e arrondissement de Paris, en France.

## Situation et accès
La rue Marsollier est une voie publique située dans le 2e arrondissement de Paris. Elle débute au 1, rue Dalayrac et se termine au 19 de la même rue.

## Origine du nom
Elle porte le nom de l'auteur dramatique et librettiste d’opéras-comiques français Benoît-Joseph Marsollier (1750-1817).

## Historique
Ouverte conformément à une ordonnance royale du 8 octobre 1826, elle n'a été dénommée qu'en 1829.
Cette rue a été ouverte en même temps que la rue Dalayrac comme rue de pourtour de l'Opéra-Comique (salle Ventadour) qui fut construit cette année-là sur l'ancien emplacement de l'ex-hôtel de Lionne.
La salle Ventadour abrite désormais le restaurant de la Banque de France.

## Bâtiments remarquables et lieux de mémoire
- No 5 : plaque en hommage à Ronan Gosnet, victime du terrorisme (cf. « Attaque du 12 mai 2018 à Paris »). Elle a été dévoilée le 12 mai 2019[2].

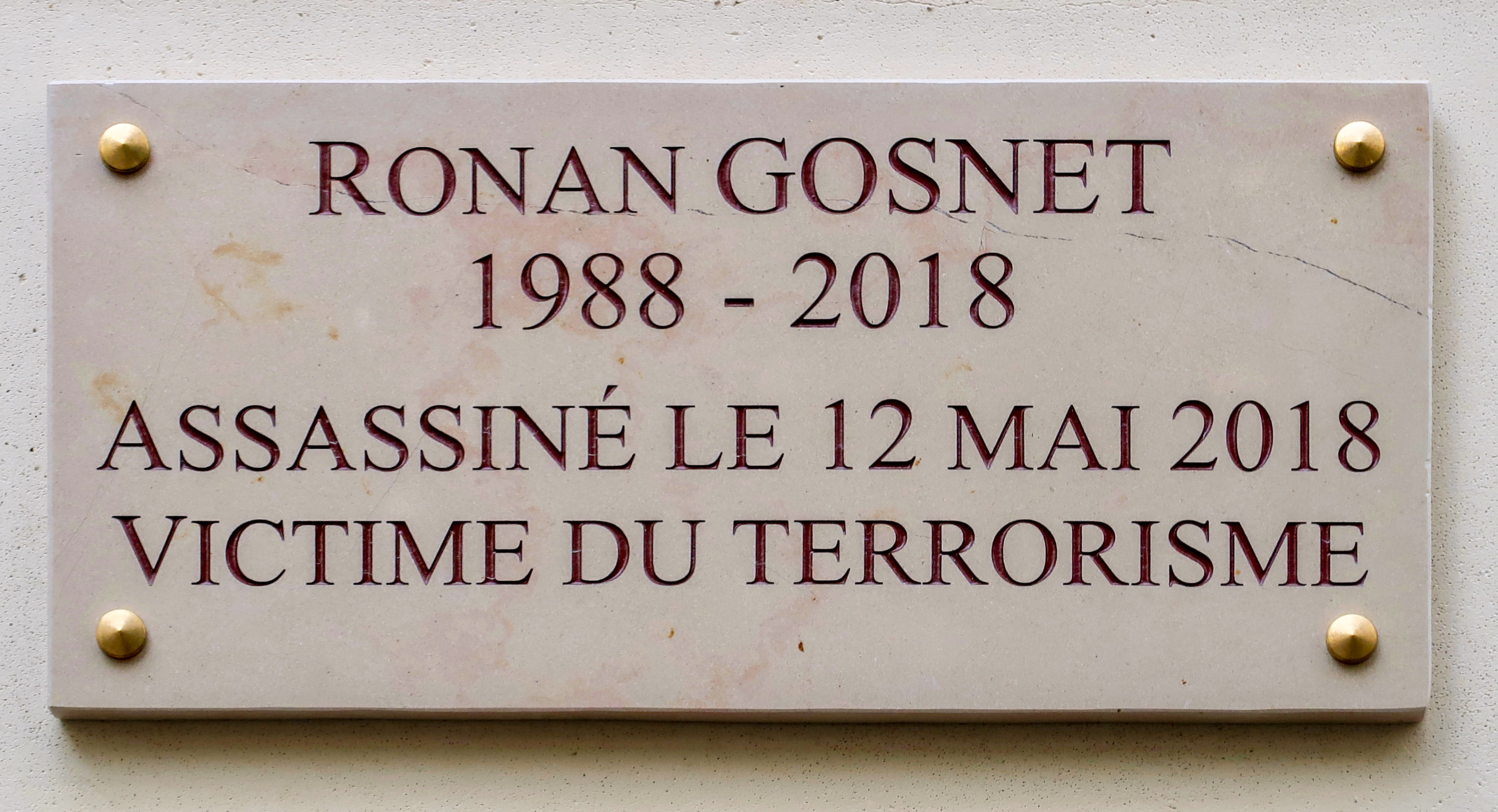

## Pour approfondir